# 2020 en volley-ball
Cet article présente les faits marquants de l'année 2020 en volley-ball.

## Évènements

### Championnats

#### 2019 - 2020
- Championnat de France masculin de volley-ball 2019-2020
- Championnat de France de volley-ball Ligue B 2019-2020

#### 2020 - 2021
- Championnat de France masculin de volley-ball 2020-2021
- Championnat de France féminin de volley-ball 2020-2021
- Championnat de France d'Élite féminine de volley-ball 2020-2021

### Coupes
- Coupe de France masculine de volley-ball 2019-2020

### Jeux olympiques et paralympiques
- Volley-ball aux Jeux olympiques d'été de 2020